# سيريل دياباتي
سيريل مختار دياباتي (بالفرنسية: Cyrille Moktar Diabaté؛ مواليد 6 أكتوبر 1973) هو مُقاتل فنون قتالية مختلطة فرنسي مُعتزل.

## وصلات خارجية
- سيريل دياباتي على موقع شيردوغ (الإنجليزية)
- سيريل دياباتي على موقع Tapology.com (الإنجليزية)
- سيريل دياباتي على موقع IMDb (الإنجليزية)
- سيريل دياباتي على موقع قاعدة بيانات الفيلم (الإنجليزية)